# Alexander Soddy
Alexander Soddy (* 20. Dezember 1982 in Oxford) ist ein britischer Dirigent und Pianist.
Soddy war von 2016 bis 2022 Generalmusikdirektor am Nationaltheater Mannheim und in dieser Funktion künstlerischer Leiter der Musikalischen Akademie des Nationaltheater-Orchesters Mannheim. Von 2013 bis 2016 war er Chefdirigent am Stadttheater Klagenfurt. Von 2010 bis 2012 war er als Kapellmeister an der Hamburgischen Staatsoper engagiert.

## Künstlerischer Werdegang
Alexander Soddy wurde in Oxford geboren und absolvierte in seiner Heimatstadt eine Ausbildung als Chorsänger am Magdalen College, bevor er sein Dirigier- und Gesangs-Studium an der Royal Academy of Music in London aufnahm. Zur gleichen Zeit war er Klavierschüler des Pianisten und Kammermusikexperten Michael Dussek. Im Anschluss studierte Soddy in Cambridge Musikwissenschaft und -analyse mit einem Chorstipendium des Selwyn College. Nach Abschluss des Studiums im Jahr 2004 wurde er als Korrepetitor und Dirigent an das National Opera Studio in London engagiert, wo er von den »Friends of Covent Garden« und Scottish Opera unterstützt wurde.
Im Oktober 2005 wurde Alexander Soddy Korrepetitor an der Hamburgischen Staatsoper und bereits nach kurzer Zeit erster musikalischer Assistent von Generalmusikdirektorin Simone Young. Von 2010 bis 2012 war er als Kapellmeister an der Hamburgischen Staatsoper engagiert. In der Saison 2008/09 debütierte er an diesem Haus mit Mozarts Zauberflöte und dirigierte dort im Folgenden u. a. La bohème, Rigoletto, Don Giovanni, La traviata, Lucia di Lammermoor sowie Gounods Faust und Bizets Carmen. Es folgten Engagements an die Bayerische Staatsoper München (Die Zauberflöte, La bohème), die Staatsoper Berlin (Die Zauberflöte, Der Freischütz) und die Royal Swedish Opera Stockholm (La bohème, Madama Butterfly). Von 2013 bis 2016 war er Chefdirigent am Stadttheater Klagenfurt und leitete dort u. a. die Neuproduktionen von Rosenkavalier und Macbeth. In der Neuproduktion des Ring des Nibelungen in Bayreuth 2013 bis 2015 übernahm er die musikalische Studienleitung an der Seite von Kirill Petrenko. In der Spielzeit 2014/15 gab Soddy sein Debüt an der Oper Frankfurt und der Oper Köln. In der Spielzeit 2017/18 folgte sein Debüt an Häusern wie der New Yorker Metropolitan Opera mit Puccinis La bohème, an der Semperoper Dresden mit Webers Freischütz, an der Wiener Staatsoper mit Il barbiere di Siviglia sowie an der English National Opera mit Brittens A Midsummer Nights’s Dream.
Von 2016/17 bis 2021/22 war Alexander Soddy Generalmusikdirektor am Nationaltheater Mannheim und hat dort bisher die Premieren von Giuseppe Verdis Aida, Schumanns Genoveva, Beethovens Fidelio und Mozarts Don Giovanni sowie zahlreiche Wiederaufnahmen dirigiert, darunter Hänsel und Gretel, Madama Butterfly, Elektra, Der Rosenkavalier, Tannhäuser, Lohengrin und Parsifal. Unter seiner Leitung wurde in den Akademiekonzerten des Nationaltheater-Orchesters ein groß angelegter Bruckner-Zyklus aufgeführt. Darüber hinaus setzte er sich auch für in Deutschland selten zu hörende Werke wie Benjamin Brittens War Requiem und die Uraufführung sinfonischer Auftragswerke ein. In der Spielzeit 2018/19 leitete Soddy am Nationaltheater Mannheim die Neuproduktionen Die Meistersinger von Nürnberg (Regie: Nigel Lowery) und Pelléas et Mélisande (Regie: Barrie Kosky). Darüber hinaus dirigierte er an der Bayerischen Staatsoper München und Staatsoper Berlin; neben den Akademiekonzerten in Mannheim führen ihn Konzertverpflichtungen nach Deutschland und in die USA. In der Saison 2022/2023 betreut er als künstlerischer Leiter die Akademiekonzerte Mannheim. Daneben wird er in dieser Saison am Royal Opera House Covent Garden mit Salome debütieren und an die Wiener Staatsoper mit Die Zauberflöte, Elektra, Lady Macbeth von Mzensk und Carmen und an die Berliner Staatsoper mit Madama Butterfly und Der Rosenkavalier zurückkehren. Symphoniekonzerte führen ihn nach Japan zum Yomiuri Nippon Symphony Orchestra, mit dem er auch am Tokyo Nikikai Theatre mit La Traviata zu erleben ist, und nach Dänemark zum Tivoli Festival mit dem Copenhagen Philharmonic Orchestra.

## Persönliches
Alexander Soddy lebt mit seiner Frau, der Sopranistin Trine Wilsberg Lund und zwei Töchtern in Österreich. Alexander Soddy ist verwandt mit Frederick Soddy, Nobelpreisträger für Chemie 1921.

## Pressestimmen
- »Die musikalische Seite (der Mozart-Premiere »Don Giovanni«) glückte an diesem Abend in vollem Maße, ja begeisterte geradezu. Das Mannheimer Opernorchester spielte bestens einstudiert, ungemein inspiriert und klangschön. GMD Alexander Soddy arbeitete die Dramatik der Musik wirkungsvoll heraus. Spannend gestaltete er die Steigerungen, betonte die wechselvolle Dynamik mit markanten Sforzati und Crescendi, bildete großartige Linien heraus. So gewann die Musik Transparenz und Volumen.« (Bachtrack, 17. Juli 2018)[4]
- »Was hier zu Ende geht, ist nicht Musik, ist nicht eine Symphonie oder Ähnliches. Es ist die Finsternis, der Zweifel, der uns zernagt. Eine Art weiße Messe also. Und als sie im Mannheimer Rosengarten zu Ende ist (...), da beginnt kein Jubel. Es ist ein Gejohle, wie es in einem Akademiekonzert zumindest in den vergangenen 13 Jahren nicht zu erleben war. (...) Soddy schafft es, mit einem vollkommen leichten und (...) unverstellten Zugang Bruckner von jeglicher Erdigkeit zu befreien (...) und ihn fliegen zu lassen. (...) Soddy regelt die Dinge an Ort und Stelle und weiß, was wohin gehört. Das führt zum unglaublich perfekten Klangbild.« - Stefan Dettlinger (Mannheimer Morgen, 3. Juli 2018)
- »Wie Soddy die drei Ebenen des Werks (War Requiem von Benjamin Britten) (...) zusammenhält und geschickt verquickt: großartig! (...) Überhaupt gerät dieser Abend zum Eindrucksvollsten, was die Akademie in den vergangenen Jahren hervorbrachte. Betroffenheit und Jubel dauern lange an.« (Mannheimer Morgen, April 2018)
- »Britten’s atmospheric score, with its contrasting textures for the three worlds, is beautifully played under the Germany-based English conductor Alexander Soddy, a notable ENO debut.« - Martin Kettle (The Guardian, 2. März 2018)[5]
- »Das Orchester ist nach der Übernahme durch Generalmusikdirektor Alexander Soddy extrem gut in Schuss.« - Stefan Dettlinger (Mannheimer Morgen, 11. Januar 2017)
- »Alexander Soddy, der junge Orchesterchef, ist – nach vier Begegnungen in den letzten Jahren darf das dezidiert gesagt werden – eines der eminentesten Dirigententalente in der Oper seit Jahren. Instinktsicher setzt er in diesen eigentlich undramatischen »Gesprächen« (gemeint ist die Oper »Dialogues des Carmélites«) (...) punktgenau ausgehorchte dramatische Akzente gleichsam von innen heraus. Die delikate Farb- und Leuchtkraft, die er dabei dank der fabelhaften Homogenität und Spielkultur des Kärntner Sinfonieorchesters erzeugt, ist beispielgebend. Sein untrüglicher Klangsinn kommt dem Idiom des Werkes perfekt zugute, gibt ihm intelligente Kontur und bannt durch seine herbe Schönheit die immer latente Gefahr, in Kitschverdacht zu geraten.« - Karl Harb (Salzburger Nachrichten, 21. Februar 2015)